# 많이 팔린 픽션의 저자 목록
이 문서는 언어에 관계없이 지금까지 가장 많이 팔린 픽션 저자의 목록을 나타낸다.
정확한 숫자를 집계하는 것은 거의 불가능하기 때문에, 이 목록은 확실한 근거가 있는 추정치에 기초해 작성되었다.
| 저자                 | 최소 추정 판매 부수 | 최대 추정 판매 부수 | 원어       | 책 수 |
| -------------------- | ------------------- | ------------------- | ---------- | ----- |
| 윌리엄 셰익스피어    | 20억                | 40억                | 영어       |       |
| 애거사 크리스티      | 20억                | 40억                | 영어       | 85    |
| 바버라 카틀랜드      | 5억                 | 10억                | 영어       | 723   |
| 해럴드 로빈슨        | 7억5천만            | 7억5천만            | 영어       | 23    |
| 조르쥬 심농          | 5억                 | 7억                 | 프랑스어   | 570   |
| 에니드 블라이튼      | 3억                 | 6억                 | 영어       | 800   |
| 다니엘 스틸          | 5억6천만            | 5억7천만            | 영어       | 72    |
| 닥터 수스            | 1억                 | 5억                 | 영어       | 44    |
| 길버트 패튼          | 1억2천5백만         | 5억                 | 영어       | 209   |
| 레프 톨스토이        |                     | 4억1천3백만         | 러시아어   |       |
| J. K. 롤링           | 3억5천만            | 4억                 | 영어       | 9     |
| 재키 콜린스          | 2억5천만            | 4억                 | 영어       | 25    |
| 호레이쇼 엘저        | 2억5천만            | 4억                 | 영어       | 135   |
| R. L. 스타인         | 1억                 | 4억                 | 영어       | 160   |
| 알렉산드르 푸시킨    |                     | 3억5천7백만         | 러시아어   |       |
| 스티븐 킹            | 3억                 | 3억5천만            | 영어       | 70    |
| 루이 라무르          | 2억3천만            | 3억3천만            | 영어       |       |
| 딘 쿤츠              | 2억                 | 3억2천5백만         | 영어       | 60    |
| 얼 스탠리 가드너     | 1억                 | 3억2천5백만         | 영어       | 140   |
| 시드니 셸던          | 2억                 | 3억                 | 영어       | 19    |
| 김용                 | 1억                 | 3억                 | 중국어     | 15    |
| 아카가와 지로        |                     | 3억                 | 일본어     | 500+  |
| 자넷 데일리          | 3억                 | 3억                 | 영어       | 93    |
| 노라 로버츠          | 1억4천5백만         | 3억                 | 영어       | 145   |
| 로버트 러들럼        | 1억1천만            | 2억9천만            | 영어       | 40    |
| 프레데릭 다르        | 2억                 | 2억9천만            | 프랑스어   | 300   |
| 스탠, 얀 베렌스타인  | 2억                 | 2억6천만            | 영어       | 300+  |
| 존 그리샴            | 1억                 | 2억5천만            | 영어       | 22    |
| 제인 그레이          |                     | 2억5천만            | 영어       |       |
| 어빙 월리스          |                     | 2억5천만            | 영어       |       |
| 칼 메이              | 1억                 | 2억                 | 독일어     | 80    |
| J. R. R. 톨킨        | 1억                 | 2억                 | 영어       | 36    |
| 미키 스필레인        | 1억                 | 2억                 | 영어       |       |
| C. S. 루이스         | 1억                 | 2억                 | 영어       | 38    |
| 니시무라 교타로      |                     | 2억                 | 일본어     | 400+  |
| 찰스 디킨스          |                     | 2억                 | 영어       |       |
| 앤 마틴              | 1억7천2백만         | 1억8천만            | 영어       | 335   |
| 시바 료타로          |                     | 1억8천만            | 일본어     | 350   |
| 아더 헤일리          | 1억5천만            | 1억7천만            | 영어       | 11    |
| 제라드 드 빌리에     |                     | 1억5천만            | 프랑스어   | 170   |
| 베아트릭스 포터      | 1억                 | 1억5천만            | 영어       | 23    |
| 마이클 크라이튼      | 1억5천만            | 1억5천만            | 영어       | 25    |
| 리차드 스캐리        | 1억                 | 1억5천만            | 영어       | 250   |
| 제임스 패터슨        | 1억                 | 1억5천만            | 영어       | 48    |
| 클라이브 커슬러      | 4천만               | 1억5천만            | 영어       | 37    |
| 알리스테어 맥린      |                     | 1억5천만            | 영어       | 32    |
| 아스트리드 린드그렌  | 1억                 | 1억4천5백만         | 스웨덴어   | 100   |
| 제프리 아처          | 1억2천만            | 1억2천5백만         | 영어       | 30    |
| 요시카와 에이지      |                     | 1억2천만            | 일본어     | 7     |
| 캐서린 쿡슨          | 1억                 | 1억2천만            | 영어       | 103   |
| 트와일 라잇          | 1억                 | 1억1천6백만         | 영어       | 7     |
| 노만 브리드웰        | 1억                 | 1억1천만            | 영어       | 80    |
| 파울루 코엘류        | 9천2백만            | 1억                 | 포르투갈어 |       |
| 로알드 달            | 1억                 | 1억                 | 영어       | 50    |
| 에반 헌터            | 1억                 | 1억                 | 영어       | 94    |
| 앤드루 나이더만      | 1억                 | 1억                 | 영어       | 60    |
| 로저 하그리브스      | 1억                 | 1억                 | 영어       |       |
| 앤 라이스            | 7천5백만            | 1억                 | 영어       | 27    |
| 로빈 쿡              | 1억                 | 1억                 | 영어       | 27    |
| 윌버 스미스          | 8천만               | 1억                 | 영어       | 32    |
| 어스킨 콜드웰        | 8천만               | 1억                 | 영어       | 25    |
| 빅토리아 홀트        | 1억                 | 1억                 | 영어       | 200   |
| 루이스 캐럴          |                     | 1억                 | 영어       | 5     |
| 데니스 로빈스        |                     | 1억                 | 영어       | 200   |
| 조설근               |                     | 1억                 | 중국어     |       |
| 이언 플레밍          | 1억                 | 1억                 | 영어       | 14    |
| 헤르만 헤세          | 1억                 | 1억                 | 독일어     |       |
| 렉스 스타우트        | 1억                 | 1억                 | 영어       | 50    |
| 안 골롱              | 1억                 | 1억                 | 프랑스어   | 14    |
| 켄 폴리트            | 9천만               | 1억                 | 영어       | 30    |
| 프랭크 슬로터        |                     | 1억                 | 영어       | 62    |
| 에드거 라이스 버로스 |                     | 1억                 | 영어       |       |
| 존 크리시            |                     | 1억                 | 영어       | 600   |
| 제임스 미치너        |                     | 1억                 | 영어       | 47    |
| 우치다 야스오        |                     | 1억                 | 일본어     | 130+  |
| 모리무라 세이치      |                     | 1억                 | 일본어     | 350+  |
| 데비 매컴버          | 6천만               | 1억                 | 영어       |       |

※ 출처: List of best-selling fiction authors

## 같이 보기
- 많이 팔린 책 목록